# ソノラ (カクテル)
ソノラ (Sonora) とは、ショートドリンクに分類される、カクテルの1種である。

## 由来
カクテル名は「響きがよい・音が出る」を意味するスペイン語。カタルーニャ語では「音」を意味する。

## 標準的なレシピ
- ライト・ラム ・・・ 1/2
- アップル・ブランデー（カルヴァドス） ・・・ 1/2
- アプリコット・ブランデー ・・・2dash
- レモン・ジュース ・・・1dash

### 作り方
1. 材料全てをシェークする。
2. カクテル・グラス（容量75〜90ml程度）に注ぐ。

- 海外では、シェークではなくステアしている。

### 備考
アルコール度数が高い(35度程度)。